# Floriano Peixoto
Floriano Vieira Peixoto (ur. 30 kwietnia 1839 w Ipioca, Alagoas, zm. 29 lipca 1895 w Barra Mansa, Rio de Janeiro) – brazylijski wojskowy i polityk.
Ten weteran wojny paragwajskiej, który doszedł do rangi marszałka, został wybrany przez Kongres pierwszym wiceprezydentem kraju u boku pierwszego prezydenta po obaleniu monarchii Deodora da Fonseca.
Kiedy rządzący w sposób despotyczny Fonseca przeprowadził pucz, mający na celu rozwiązanie Kongresu i przejęcie przez siebie władzy dyktatorskiej, Peixoto był oponentem tego posunięcia. Zresztą zamach stanu się nie powiódł i Fonseca zmuszony był do ustąpienia.
Wiceprezydent Peixoto został zaprzysiężony na urząd drugiego prezydenta kraju do końca kadencji Fonseki. Był więc pierwszym, ale nie jedynym wiceprezydentem, który doszedł do najwyższego stanowiska za sprawą sukcesji. Wywołało to spore kontrowersje, gdyż konstytucja stanowiła, że wiceprezydent może przejąć urząd tylko, jeżeli prezydent sprawował urząd przez ponad połowę kadencji (był to jednak przepis martwy, gdyż z drugiej strony stanowisko nie mogło być nieobsadzone. Zmieniono go zresztą rychło). Jego przeciwnicy uznawali go więc za nieprawego prezydenta.
Jego prezydentura, trwająca trzy lata (1891–1894), czyli całą kadencję poza dziesięcioma miesiącami, przypadała na trudne czasy, kiedy młody ustrój republikański był nieutrwalony, a pierwsi jego przedstawiciele, jak Fonseca, skompromitowani.
Nazywany „żelaznym marszałkiem” Peixoto musiał zmierzyć się z buntem floty przeciwko niemu (1893–1894), oraz spiskami wojskowymi w stanach Rio Grande do Sul i Santa Catarina. Ponadto rozpoczął proces centralizacji. Wzrosło też poczucie przynależności państwowej i społecznej.
Mimo swej niepopularności ocenia się go jako zasłużonego dla Brazylii prezydenta, który skonsolidował młodą i targaną kryzysami republikę.